# Operacja Bin Nun Bet
Operacja Bin Nun Bet (hebr. מבצע בן נון ב'; pol. Syn Nuna 2) – izraelska operacja wojskowa przeprowadzona podczas I wojny izraelsko-arabskiej w dniach 30-31 maja 1948 roku przeciwko jordańskiej armii. Nazwa operacji nawiązywała do biblijnej postaci syna Nuna, Jozuego, który według Księgą Jozuego był zdobywcą Kanaanu. Operacja była prowadzona na centralnym froncie walk w otoczeniu strategicznego wzgórza Latrun, na którym pozycje zajęli jordańscy żołnierze z Legionu Arabskiego blokując żydowską komunikację z Jerozolimą. Celem operacji było utworzenie korytarza komunikacyjnego i wznowienie konwojów do Jerozolimy. Izraelczycy ponieśli taktyczną porażkę i musieli się wycofać.

## Tło wydarzeń

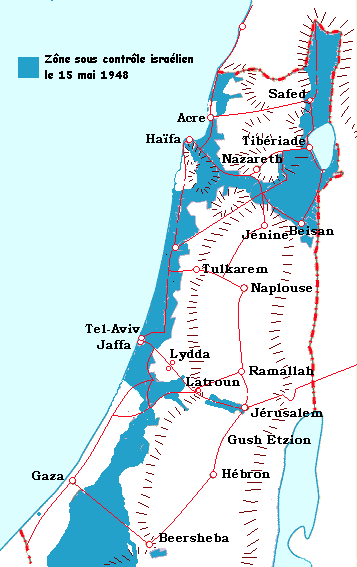
Terytorium Palestyny znajdujący się pod izraelską kontrolą w dniu 15 maja 1948

Wzgórze Latrun jest położone w Dolinie Ajalon, na pograniczu Szefeli i Wyżyny Judei. Wznosi się nad strategiczną drogą łączącą Jerozolimę z nadmorską równiną Szaron. Dodatkowo przebiega tędy druga strategicznie ważna droga, łącząca Strefę Gazy z Ramallah w Samarii. Wzgórze Latrun jest położone w odległości 15 kilometrów na zachód od Jerozolimy i 14 km na południowy wschód od Ramli. Strategiczne znaczenie tego miejsca była bardzo dobrze znane już od Starożytności. Rozumiejąc, że ten kto kontroluje wzgórze Latrun, kontroluje również komunikację z Jerozolimą, od pierwszych dni wojny domowej w Mandacie Palestyny Arabowie skoncentrowali większość swoich wysiłków na zablokowaniu żydowskiej komunikacji z Jerozolimą. Na samym początku I wojny izraelsko-arabskiej, w dniu 15 maja do dawnego Mandatu Palestyny wkroczył jordański Legion Arabski. Jego 4 Regiment dowodzony przez Habisa al-Madżaliego zajął 18 maja rejon Latrun. W ten sposób żydowska komunikacja z Jerozolimą została całkowicie przerwana. Sytuacja społeczności żydowskiej w Jerozolimie stała się bardzo ciężka. Zapasy żywności, lekarstw, wody, a także uzbrojenia i amunicji, zaczęły gwałtownie maleć. Zmusiło to przywódców społeczności do wprowadzenia reglamentacji żywności. Sytuację komplikowała bardzo ciężka sytuacja na liniach obronnych miasta. W dniu 18 maja pierwsza kompania jordańskiej piechoty przyłączyła się do bitwę o Stare Miasto (16-28 maja). Równocześnie główne siły 2 Regimentu zajęły dzielnicę Asz-Szajch Dżarrah i włączyły się do bitwy o Jerozolimę atakując Zachodnią Jerozolimę od północnego wschodu. Równocześnie od południa nadciągnęły wojska egipskie, które przystąpiły do bitwy o kibuc Ramat Rachel (22-25 maja). Sytuacja wydawała się tak trudna, że kilku izraelskich dowódców wysłało telegramy do Dawida Ben Guriona, że nie zdołają utrzymać miasta dłużej niż przez dwa tygodnie.
W obawie, że bez dostaw zaopatrzenia Jerozolima upadnie, siły żydowskie przeprowadziły w dniach 24-25 maja operację Bin Nun Alef, w trakcie której podjęto nieudaną próbę zdobycia Latrun. Była to całkowita porażka taktyczna i strategiczna sił żydowskich. Następnego dnia, 26 maja, jordańskie siły przejęły kontrolę nad strategicznym wzgórzem Giwat ha-Radar, wypierając stamtąd żołnierzy Brygady „Ecjoni”. Upadek tego wzgórza stanowił poważne zagrożenie dla kibucu Ma’ale ha-Chamisza, który zabezpieczał od północy linię komunikacyjną do Jerozolimy. Następnie 28 maja upadła Dzielnica Żydowska na Starym Mieście Jerozolimy. W obliczu takich faktów Dawid Ben Gurion doszedł do przekonania, że jordański Legion Arabski przygotowuje się do generalnego szturmu na Jerozolimę.
Ponadto, po przegranej bitwie o Latrun, sytuacja w mieście znacznie się pogorszyła. Zapasy żywności wystarczały zaledwie na dziesięć dni, a wody na trzy miesiące. Dodatkową komplikacją było przyjęcie 29 maja Rezolucji Rady Bezpieczeństwa ONZ nr 50, która ogłaszała trwające cztery tygodnie zawieszenie broni. Oznaczało to, że siły izraelskie przez cztery tygodnie nie mogłyby przeprowadzić żadnych zmian terytorialnych, a tym samym nie mogłyby dostarczyć zaopatrzenia do oblężonego miasta.
Ben Gurion zdecydował się za wszelką cenę otworzyć drogę do Jerozolimy, jednocześnie poszukując alternatywnego sposobu dostarczenia zaopatrzenia do Jerozolimy. 30 maja rozpoczęto budowę górskiej Drogi Birmańskiej. Z wojskowego punktu widzenia, działająca w rejonie Jerozolimy Brygada Harel wymagała wzmocnienia i Ben Gurion zdecydował o wysłaniu jej wsparcia w postaci 62 Batalionu z Brygady Etzioni i 400 nowych rekrutów, którzy mieli stanowić uzupełnienie braków kadrowych. Dodatkowo postanowiono, że 7 Brygada Pancerna przebije się do Jerozolimy, otwierając tym samym drogę komunikacyjną z otoczonym miastem. Dowodzący wojskami żydowskimi w obszarze Latrun Szelomo Szamir wyciągnął lekcje z niepowodzenia poprzedniej operacji i doszedł do zrozumienia, że kluczem do zwycięstwa jest przejęcie kontroli nad wzgórzami położonymi na południu. W rejonie tym znajdowały się dwie arabskie wioski Bajt Dżiz i Bajt Susin. W dniach 27-28 maja obszar ten prawie bez walki zajęły siły 72 Batalionu z 7 Brygady Pancernej. Pozycje te miały stać się punktem wyjściowym do wyprowadzenia natarcia w następnej operacji wojskowej. Równocześnie wysłano w teren liczne patrole rozpoznawcze. Nie zdołano jednak zebrać jasnych informacji o siłach wroga. Aby zneutralizować negatywne skutki ostatniej klęski i podnieść morale żołnierzy, Ben Gurion awansował w dniu 28 maja Dawida Marcusa na generała, powierzając mu dowództwo nad frontem jerozolimskim. Pod jego rozkazami znalazły się siły Brygady Etzioni, Brygady Harel i 7 Brygady Pancernej. Jego zastępcą został Jigal Allon.

## Układ sił

### Siły żydowskie

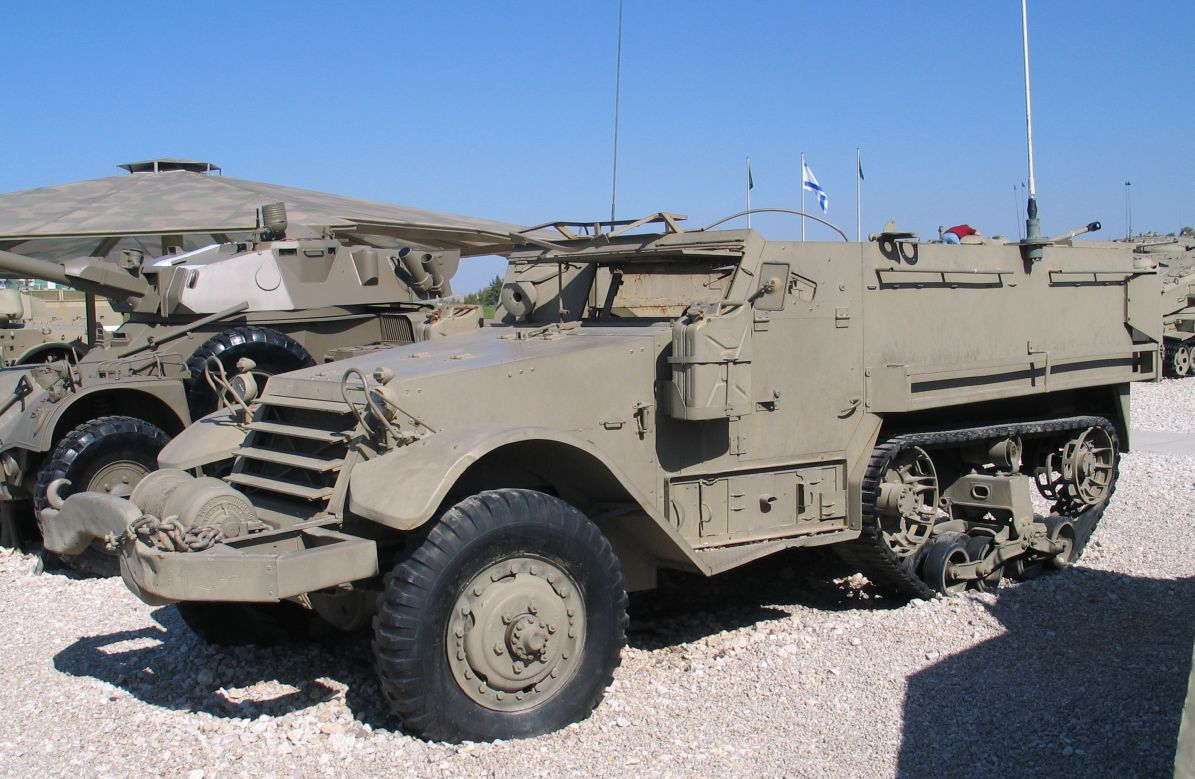
Izraelskie transportery opancerzone Halftrack M3

Zadanie zdobycia obszaru Latrun otrzymał Szelomo Szamir. Do jego dyspozycji dano 7 Brygadę Pancerną, która pomimo swojej nazwy była jednostką piechoty zmechanizowanej składającą się z trzech batalionów poruszających się przy użyciu różnych pojazdów: samodzielnie montowanych samochodach pancernych, zdobycznych transporterach opancerzonych i wszelkich samochodach terenowych. Brygada liczyła 1600 żołnierzy, z których część była zagranicznymi wolontariuszami, brytyjskimi weteranami wojennymi bądź żołnierzami Palmach. Na ich uzbrojeniu znajdowały się 22 samochody pancerne, a piechota była uzbrojona w lekkie miotacze ognia. Brygada otrzymała także wzmocnienie w postaci uzupełnień w uzbrojeniu – karabiny maszynowe, amunicja, radiostacje i zapasy żywności. Dodatkowym wsparciem był 52 Batalion z Brygady Giwati – było to 400 żołnierzy. Batalion ten dotarł jednak w rejon bitwy spóźniony, zaledwie na kilka godzin przed rozpoczęciem operacji. Żołnierze byli wyczerpani podróżą, i dowództwo podjęło decyzję o przesunięciu o jeden dzień terminu ataku. Wszystkie ruchy wojsk przeprowadzono pod osłoną nocy, z wyłączonymi światłami pojazdów. Siły Obronne Izraela po raz pierwszy testowały taką metodę przygotowywania operacji wojskowej.
Dowodzący operacją Szelomo Szamir otrzymał informację, że obszaru Latrun broni około 600 Arabów. Biorąc pod uwagę górzyste ukształtowanie terenu, siły te wydawały się niewystarczające do zorganizowania skutecznej obrony szerokiego na cztery kilometry grzbietu górskiego. Informacje te miały decydujący wpływ na przygotowanie planu operacji, który zakładał przeprowadzenie dwóch równoczesnych natarć:
- 72 Batalion i 52 Batalion miały pod osłoną nocy rozpocząć atak z rejonu wiosek Bajt Dżiz i Bajt Susin w kierunku wschodnim na Sza’ar ha-Gaj, a następnie uderzyć w kierunku północnym zajmując jednocześnie wioski Dajr Ajjub i Jalu. Pomiędzy nimi znajdowało się Wzgórze 346 ze stanowiskami jordańskiej artylerii, po których zniszczeniu miano kontynuować natarcie od wschodu na Latrun.
- 71 Batalion Piechoty Zmechanizowanej i 73 Batalion miały atakować wzdłuż drogi na Ramallah i przeprowadzić jednoczesne natarcie na fort policji i klasztor, a następnie zająć wioskę al-Latrun. W skład tych sił weszły oddziały saperów uzbrojonych w materiały wybuchowe do wysadzenia ścian fortu policji, następnie policja miała oczyścić teren[7].

### Siły arabskie
Obszaru Latrun bronił 4 Regiment Legionu Arabskiego, dowodzony przez pułkownika Habisa al-Madżaliego. Siły te liczyły 600 żołnierzy. Stacjonowały one głównie w forcie policji i klasztorze w Latrun. Mniejsze oddziały obsadzały stanowiska na grzebiecie górskim powyżej Latrun. Dodatkowym wzmocnieniem był oddział około 600 arabskich ochotników, którzy zorganizowali linię obrony Wzgórz 369, 346 i 315. Dowództwo jordańskie nie spodziewało się żadnego ataku, uważając, że po ostatniej porażce Izraelczycy nie mają wystarczających sił do przeprowadzenia większej operacji wojskowej w tym obszarze.
Łączna liczba arabskich sił wynosiła około 600 jordańskich żołnierzy i 600 arabskich ochotników. Siły arabskie były dobrze uzbrojone i zajmowały ufortyfikowane pozycje obronne ukryte wśród wzgórz lub na szczytach grzbietów górskich. Dysponowały również wsparciem artylerii.

## Przebieg operacji

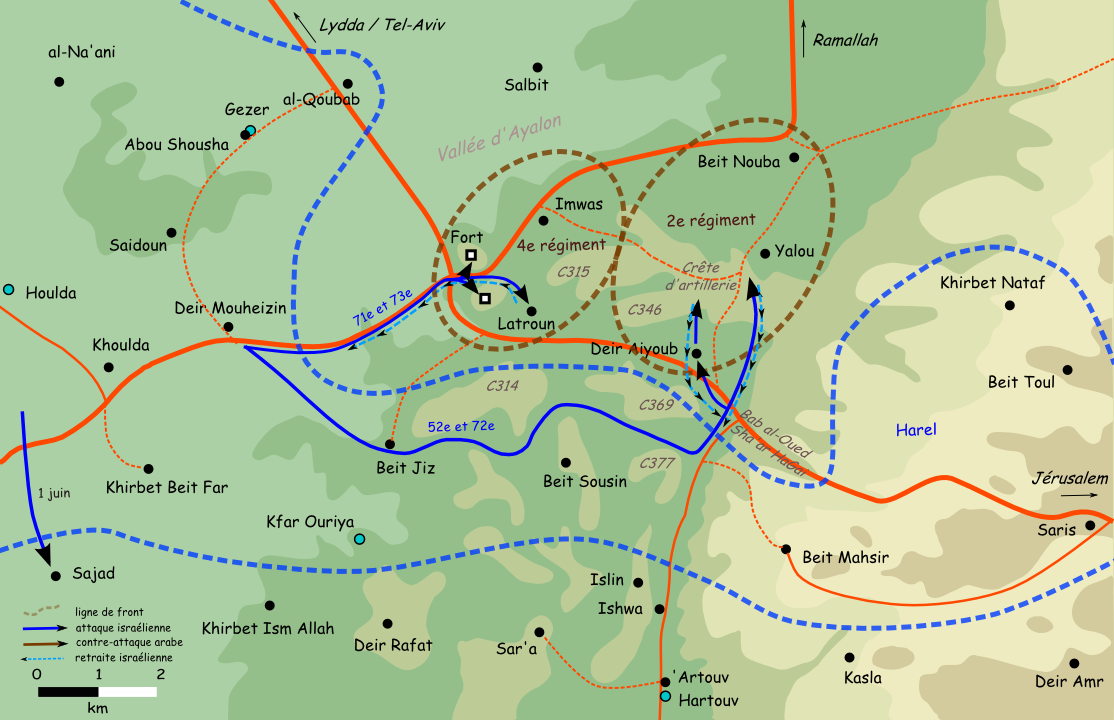
Przebieg operacji Bin Nun Bet

Rozpoczęcie operacji było planowane na północ 30 maja 1948, zostało jednak opóźnione o 24 godziny, ponieważ nie udało się na czas przeprowadzić koncentracji wojsk i broni.
Natarcie rozpoczęło się o północy 31 maja. Jako pierwsze pod osłoną nocy wyruszyły 52 i 72 Bataliony, które bezgłośnie przeszły przez Sza’ar ha-Gaj, po czym rozdzieliły się atakując osobne cele. 72 Batalion nie napotykając na opór zajął opuszczoną wioskę Dajr Ajjub. Okazało się jednak, że siły Legionu Arabskiego zajmują pozycje na grzbiecie Wzgórza 346, które wznosiło się ponad wioską. Gdy tylko izraelscy żołnierze zaczęli wychodzić z wioski, kierując się w stronę wzgórza, znaleźli się pod ciężkim ostrzałem broni maszynowej. W pierwszym momencie zostali całkowicie zaskoczeni, ponieśli ciężkie straty (11 zabitych) i zaczęli wycofywać się do wioski. Tylko dzięki odwadze dowódcy udało się uporządkować szyki żołnierzy i zabezpieczyć odwrót do Sza’ar ha-Gaj. Niestety, w trakcie starcia zniszczona została radiostacja, dlatego nie można było przekazać sprawozdania z przebiegu starcia.
Odgłosy bitwy w Dajr Ajjub spowodowały, że 52 Batalion utracił element zaskoczenia w natarciu na Wzgórze 395. Wystrzelone przez Jordańczyków race świetlne, oświeciły izraelskich żołnierzy nacierających głębokim wąwozem. Pomimo to kontynuowali natarcie zadając straty jednej jednostce Legionu Arabskiego. Około godziny 4 rano batalion wstrzymał swoje natarcie i rozpoczął odwrót do Sza’ar ha-Gaj. Dowódca batalionu twierdził później, że z powodu utraconego elementu zaskoczeniu i braku wsparcia 72 Batalionu, nie widział on możliwości dalszego kontynuowania natarcia w głąb wrogich pozycji. Obawiał się on odcięcia i utraty wielu żołnierzy w walkach w okrążeniu. Decyzję tę Jakub Frołow podjął bez konsultacji z dowódcą operacji Szelomo Szamirem, który później oskarżył go o brak determinacji, brak dyscypliny i tchórzostwo.
Równocześnie 71 i 73 Bataliony rozpoczęły pod osłoną nocy natarcie wzdłuż drogi na Latrun. W ciemnościach jeden z transporterów opancerzonych wpadł do rowu przeciwpancernego i się przewrócił. Kilku żołnierzy zostało rannych. Kiedy usiłowano wydobyć ich z wnętrza pojazdu, jordańscy żołnierze zostali zaalarmowani odgłosem bitwy w Dajr Ajjub i wystrzelili w niebo race świetlne. Natychmiast po tym, Jordańczycy otworzyli ogień z broni maszynowej umieszczonej na stanowiskach w klasztorze. Izraelczycy pod ciężkim ogniem przeprowadzili ewakuację rannych, wykorzystując do tego transportery opancerzone. Zdarzenie to spowodowało pół godzinne opóźnienie w natarciu. Następnie część 71 Batalionu przeprowadziła zdecydowany atak na klasztor. Zdołano wysadzić bramę wjazdową i wedrzeć się do jego wnętrza, jednak ogień dwóch jordańskich dział przeciwpancernych uszkodził kilka transporterów opancerzonych, zmuszając je do odwrotu.
Tymczasem izraelskie moździerze rozpoczęły ostrzał fortu policji. Ostrzał prowadzono przez ponad trzy godziny, po czym siły 71 i 73 Batalionu natarły na fort. Jeden z transporterów opancerzonych zdołał bardzo szybko dotrzeć pod bramę wjazdową do fortu, jednak saperom nie udało się wysadzić bramy wjazdowej. Następnie zaatakowano jordańskie pozycje strzeleckie przy użyciu miotaczy ognia, okazało się jednak, że są one za słabe i płomienie nie dosięgają dachu, na którym znajdowała się większość jordańskich żołnierzy. Dodatkowo, Jordańczycy zdołali otrząsnąć się po pierwszym zaskoczeniu ataku i zaczęli prowadzić coraz bardziej skuteczny ogień z karabinów maszynowych, rzucając z góry granaty ręczne. Dołączył do nich ostrzał artyleryjski prowadzony z sąsiednich wzgórz. Pod siłą tego ognia, Izraelczycy musieli wycofać się do pozycji wyjściowych.

## Reakcje i następstwa
Izraelczycy ponieśli ciężkie straty: 49 zabitych i około 100 rannych. Uszkodzone zostały cztery transportery opancerzone. Oba izraelskie ataki poniosły klęskę i nie zdołały stworzyć poważnego zagrożenia dla Legionu Arabskiego. Generał Dawid Marcus napisał po bitwie: 
„Byłem obecny na polu bitwy ... współpraca z artylerią poprawna, działania sił pancernych doskonałe, działania piechoty marne.”
Przebieg obu operacji Bin Nun stał się tematem dokładnej analizy ze strony izraelskiego dowództwa. Wyciągnięto z nich ważny wniosek: siły izraelskie były całkowicie pozbawione informacji wywiadowczych o wielkości i położeniu sił arabskich. Efektem było przeznaczenie do operacji zbyt małych sił, które nie były w stanie przełamać dobrze bronionych linii arabskich. Pomimo porażki, bitwa była pierwszą operacją wojskową w której izraelska armia wykorzystała samochody pancerne i transportery opancerzone. Zdobyte doświadczenie stało się podstawą opracowywania strategii działania Korpusu Pancernego.